# Suite bergamasque
A Suite bergamasque (IPA: /'bɛʀgamask/) é uma famosa suíte para piano da autoria do compositor francês Claude Debussy, publicada em 1903.
É composta por quatro partes ou movimentos.
1. Prélude
2. Menuet
3. Clair de lune
4. Passepied

O terceiro movimento da Suite bergamasque é o mais conhecido, intitulado "Clair de lune", luar em língua francesa, muitas vezes ouvido em filmes, jogos e programas de televisão. A dinâmica predominante é o pianíssimo e a tonalidade é Ré-bemol maior, com a excepção do clímax em que a tonalidade é modulada para Mi maior.

### Gravações
- «Gravação da Suite bergamasque completa em Piano, no sítio Piano Society.com»

### Partituras
- «Partitura no International Music Score Library Project»
- «Clair de Lune». : arranjo moderno